# Коста-Рика на летних Олимпийских играх 1976
Коста-Рика принимала участие в Летних Олимпийских играх 1976 года в Мельбурне (Австралия) в пятый раз за свою историю, но не завоевала ни одной медали. Сборная страны состояла из 5 спортсменов (4 мужчины, 1 женщина).